# Ponnampatti
Ponnampatti es una ciudad y nagar Panchayat situada en el distrito de Tiruchirappalli en el estado de Tamil Nadu (India). Su población es de 12167 habitantes (2011). Se encuentra a 63 km de Tiruchirappalli y 72 km de Madurai, en el extremo sur del país.

## Demografía
Según el censo de 2011 la población de Ponnampatti era de 12167 habitantes, de los cuales 6098 eran hombres y 6069 eran mujeres. Ponnampatti tiene una tasa media de alfabetización del 82,55%, superior a la media estatal del 80,09%: la alfabetización masculina es del 90,38%, y la alfabetización femenina del 74,71%.